# Borowkow-Florow BF-D
Die Borowkow-Florow BF-D war ein Jagdflugzeugprojekt des sowjetischen Konstrukteurs Alexei Borowkow und seines Konstruktionsteams des OKB-207.

## Entwicklung
Bei der BF-D handelt es sich um einen einsitzigen Tiefdecker mit einem einziehbaren Bugradfahrwerk. Als Antrieb war ein M-71 mit 2000 PS Leistung, ein wassergekühlter stehender Zwölfzylindermotor, vorgesehen. Er sollte, hinter dem Piloten in der Zelle eingebaut, einen Schubpropeller antreiben. Dazu kamen zwei Staustrahltriebwerke, die jeweils in einem der beiden Leitwerksträger untergebracht werden sollten.
Die freitragenden Tragflächen sollten eine Vorderkantenpfeilung von 20° erhalten. Die Zelle war in Schalenbauweise hergestellt. Als Bewaffnung waren je zwei 37-mm-NS-37 und zwei 20-mm-SchWAK vorgesehen. 
Das Projekt wurde Anfang 1941 als dringlich bearbeitet, musste jedoch wegen des schnellen Vormarsches der deutschen Truppen Ende Juni 1941 eingestellt werden, als das Konstruktionsbüro evakuiert wurde. Zu einer Wiederaufnahme der Tätigkeit kam es nicht mehr, da das Konstruktionsbüro 1942 formell aufgelöst wurde.

## Technische Daten
| Kenngröße  | Daten   |
| ---------- | ------- |
| Spannweite | 14,30 m |
| Länge      | 11,57 m |
| Radstand   | 4 m     |